# Arnea
Arnea (Grieks: Αρναία) is een deelgemeente (dimotiki enotita) van de fusiegemeente (dimos) Aristotelis, in de Griekse bestuurlijke regio (periferia) Centraal-Macedonië.
Arnaia ligt op het schiereiland Chalcidice.